# Бачинський Микола Станіславович
Микола Станіславович Бачинський (1894 , Сквира, Київська губернія  — 1937 , Москва ) — співробітник радянських органів державної безпеки і охорони правопорядку, начальник Головного управління міліції ГПУ Української РСР, заступник народного комісара внутрішніх справ УРСР, директор міліції. Член Всеукраїнського Центрального Виконавчого Комітету (ВУЦВК).

## Життєпис
Народився у 1894 році в польській сім'ї службовців. Член партії більшовиків з 1919. Освіта початкова. З 1915 року працював «листоношою», конторщиком в Київському земстві, завідувачем повітного відділу народного господарства в місті Хорол Полтавської губернії.
Під час радянської окупації України служив у Червоній Армії помічником начальника штабу трудармії. В органах радянської безпеки з 1921 року.
У 1924—1932 рр. — начальник адміністративно-організаційного управління ГПУ Української РСР.
У 1932—1934 рр. — заступник повноважного представника ОДПУ по Центрально-Чорноземній області.
У 1934—1937 рр. — начальник Головного управління міліції ГПУ Української РСР, з 1937 року заступник наркома внутрішніх справ Української РСР.
17 липня 1937 року — заарештований органами НКВС за необґрунтованим обвинуваченням в контрреволюційному злочині.
27 жовтня 1937 року Комісією НКВС СРСР, Прокуратурою СРСР і ВК ВС СРСР засуджений в особливому порядку до вищої міри покарання, розстріляний в той же день.
29 червня 1959 року — посмертно реабілітований.

## Нагороди та відзнаки
- Знак «Почесний працівник робітничо-селянської міліції» (23.04.1936)
- Знак «Почесний працівник ВЧК-ДПУ»
- Орден Трудового Червоного Прапора УСРР (13.12.1931)